# قمة مجموعة العشرين بالي 2022
قمة مجموعة العشرين بالي 2022 هي الاجتماع السابع عشر لمجموعة العشرين عقدت في بالي في إندونيسيا في 15 - 16 نوفمبر 2022.

## القادة المشاركون

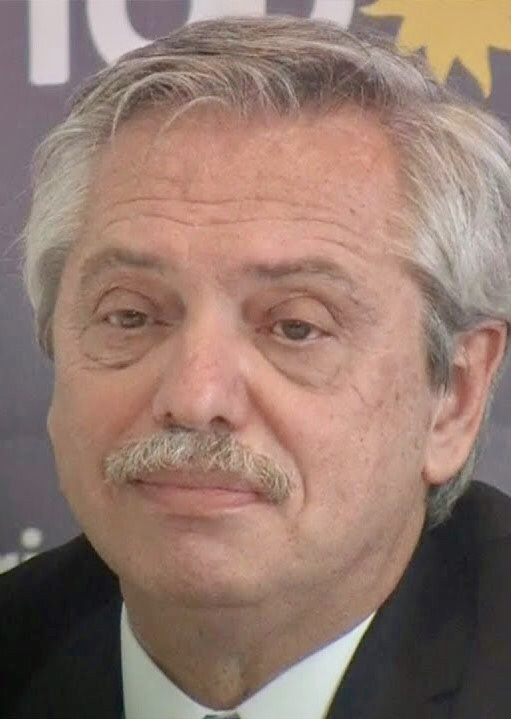
الأرجنتين ألبرتو فرنانديز، رئيس
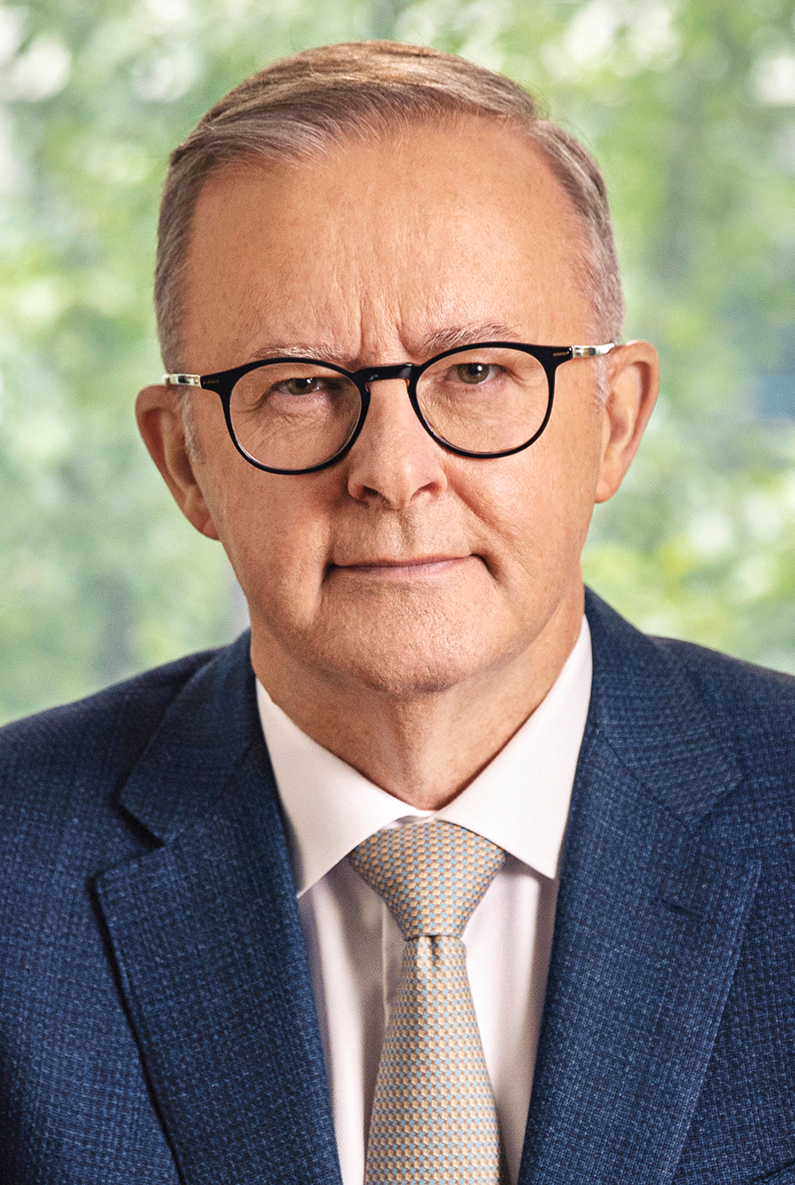
أستراليا أنتوني ألبانيز، رئيس وزراء
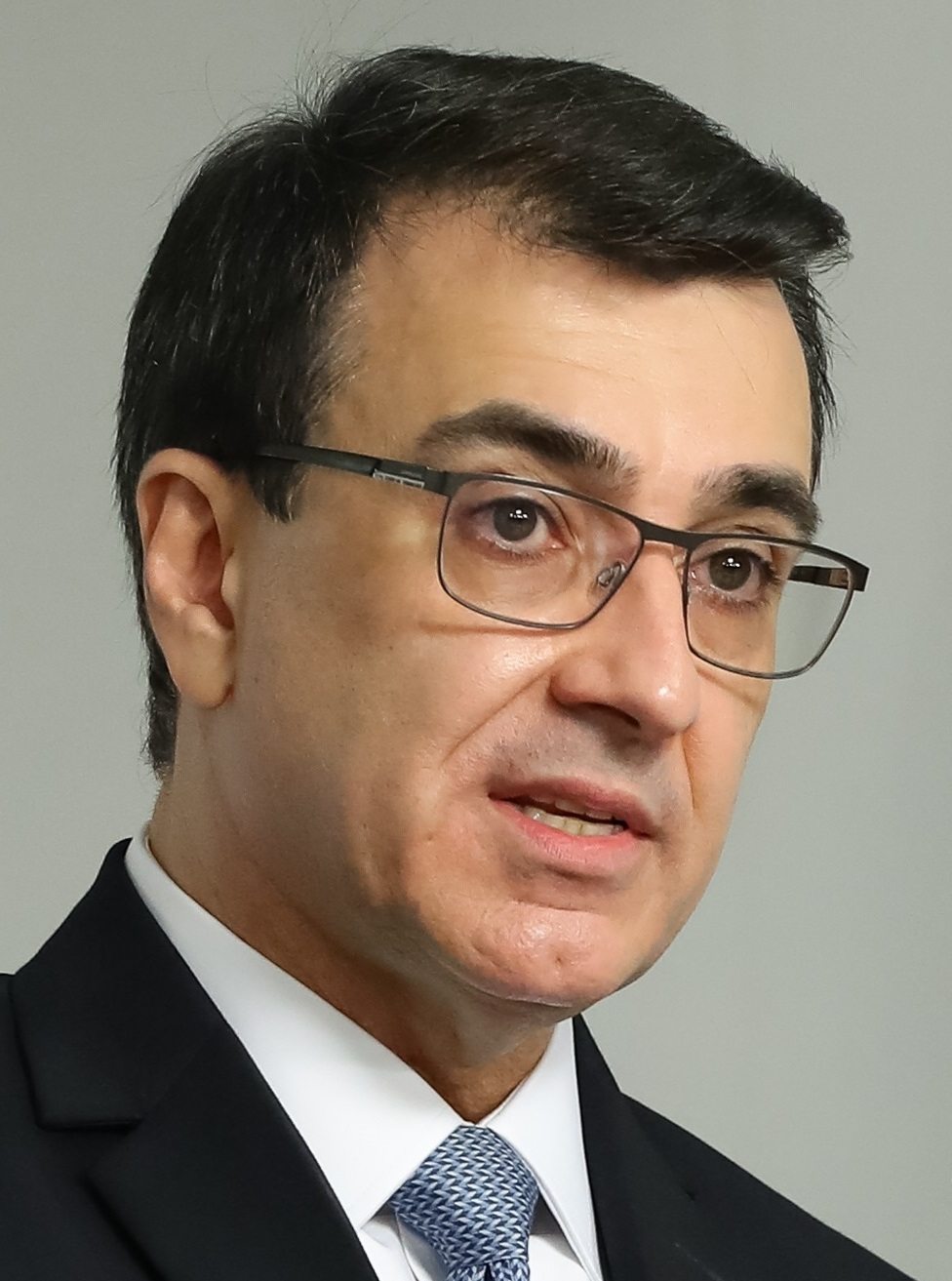
البرازيل كارلوس ألبرتو فرانسا، وزير الخارجية.
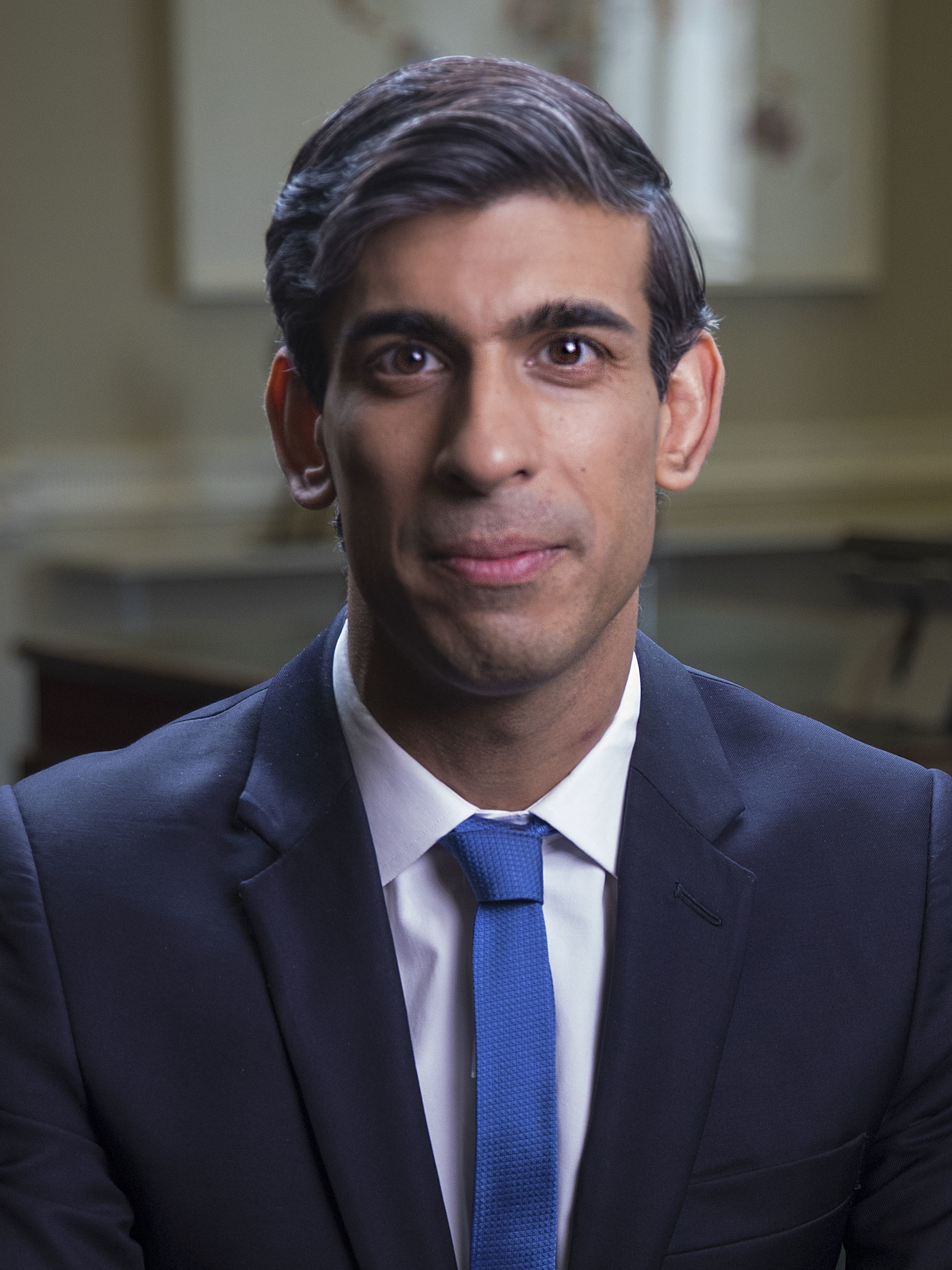
المملكة المتحدة ريشي سوناك، رئيس وزراء
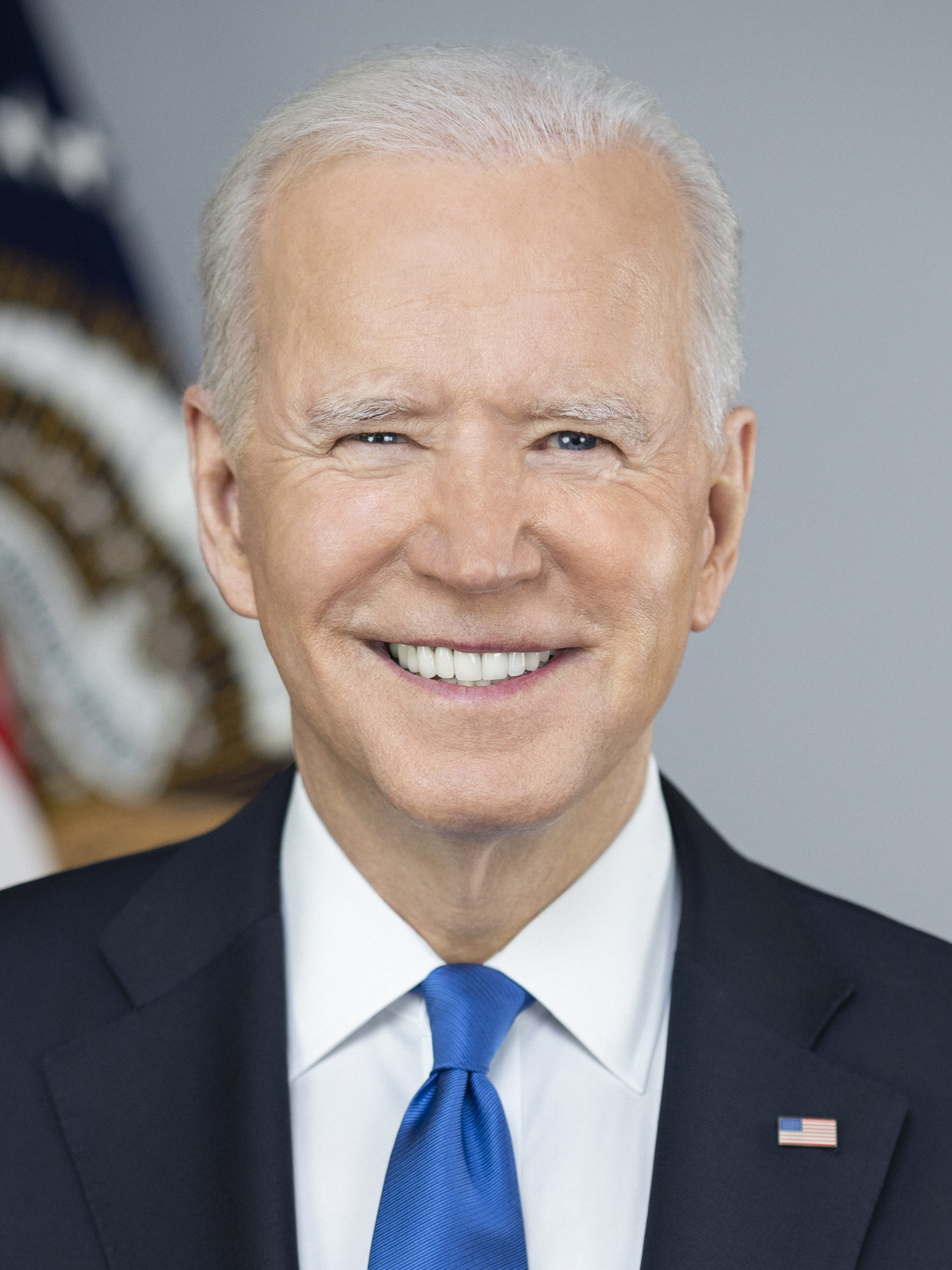
الولايات المتحدة جو بايدن، رئيس
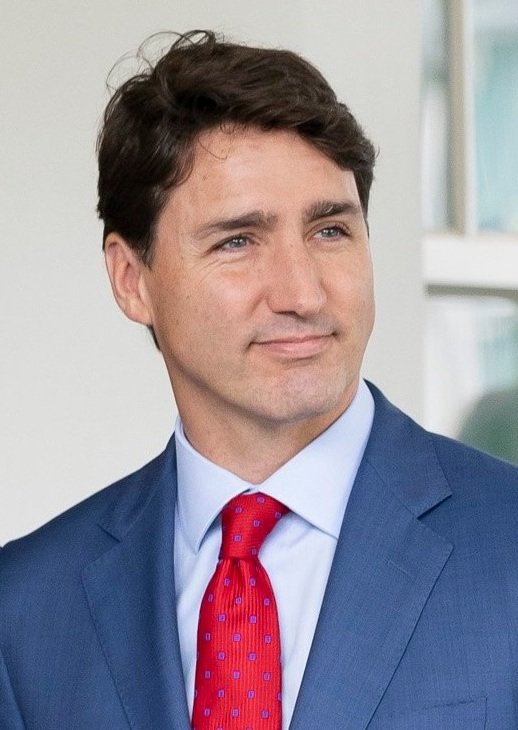
كندا جاستن ترودو، رئيس وزراء
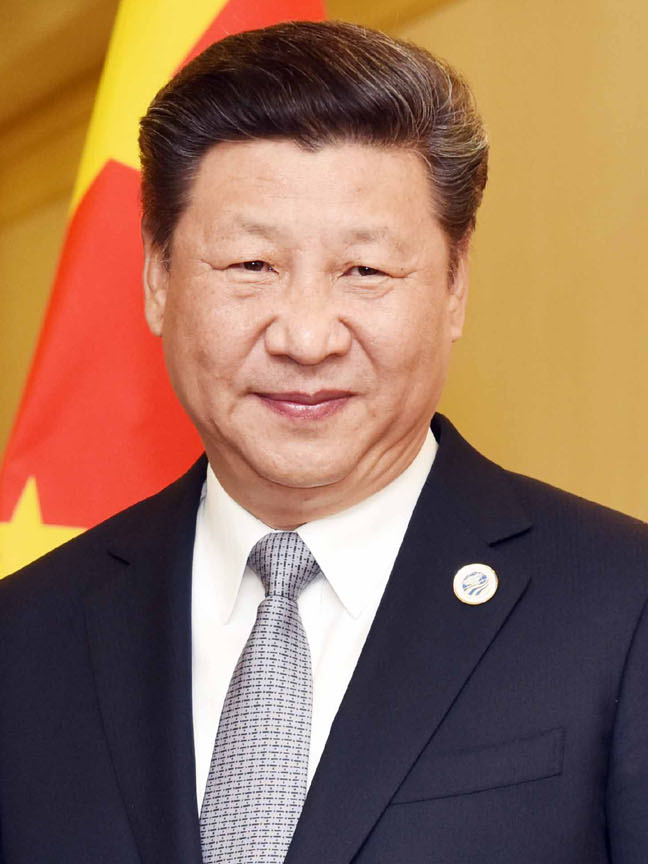
الصين شي جين بينغ، رئيس
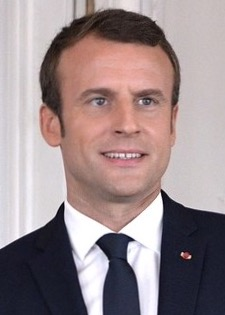
فرنسا إيمانويل ماكرون، رئيس
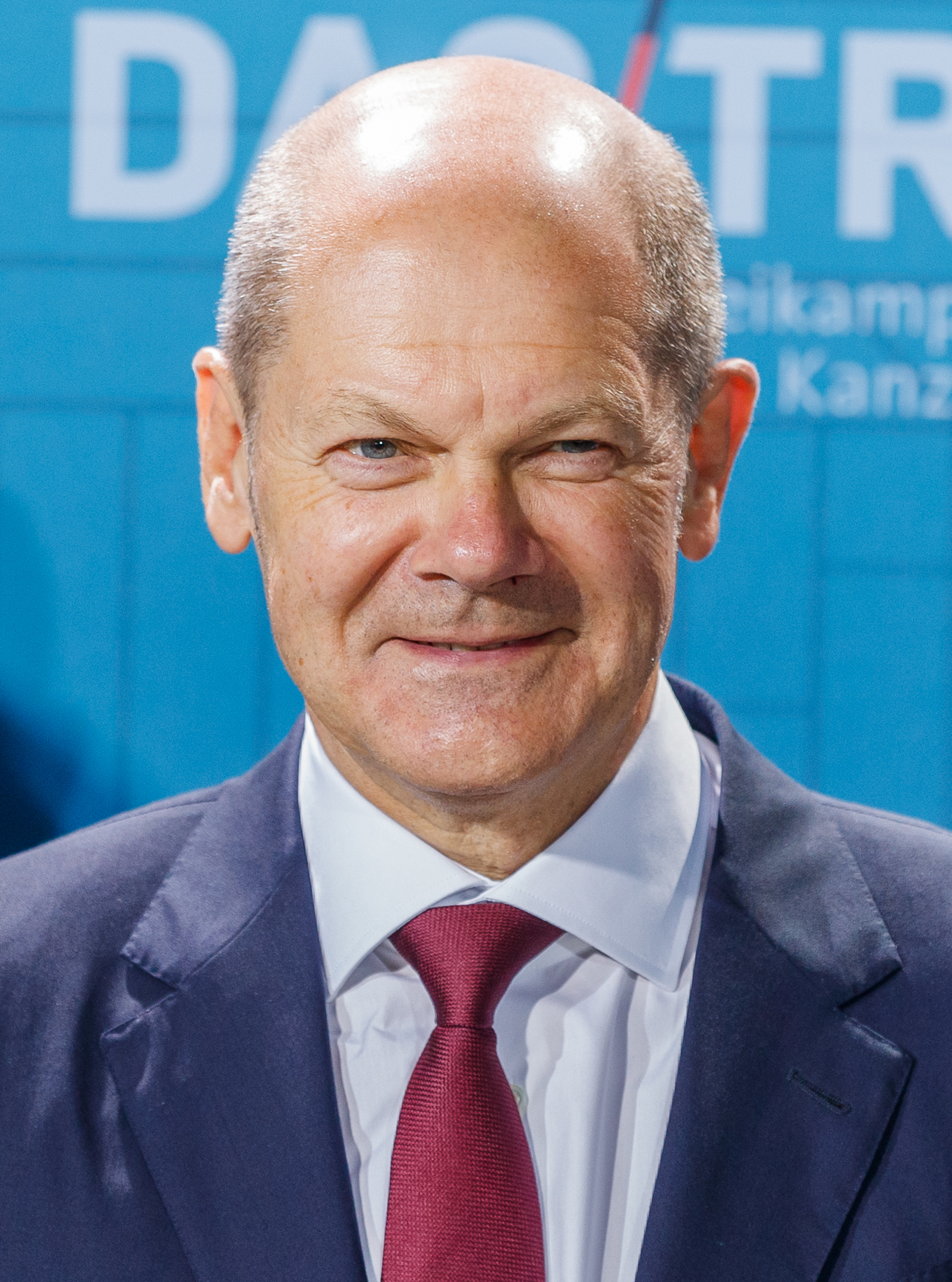
ألمانيا أولاف شولتس، مستشار
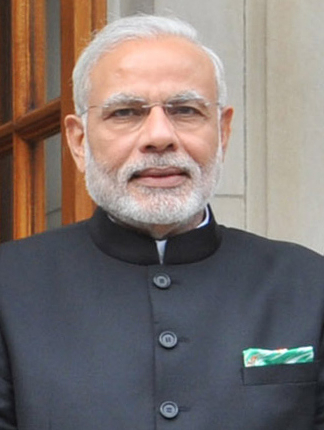
الهند ناريندرا مودي، رئيس وزراء
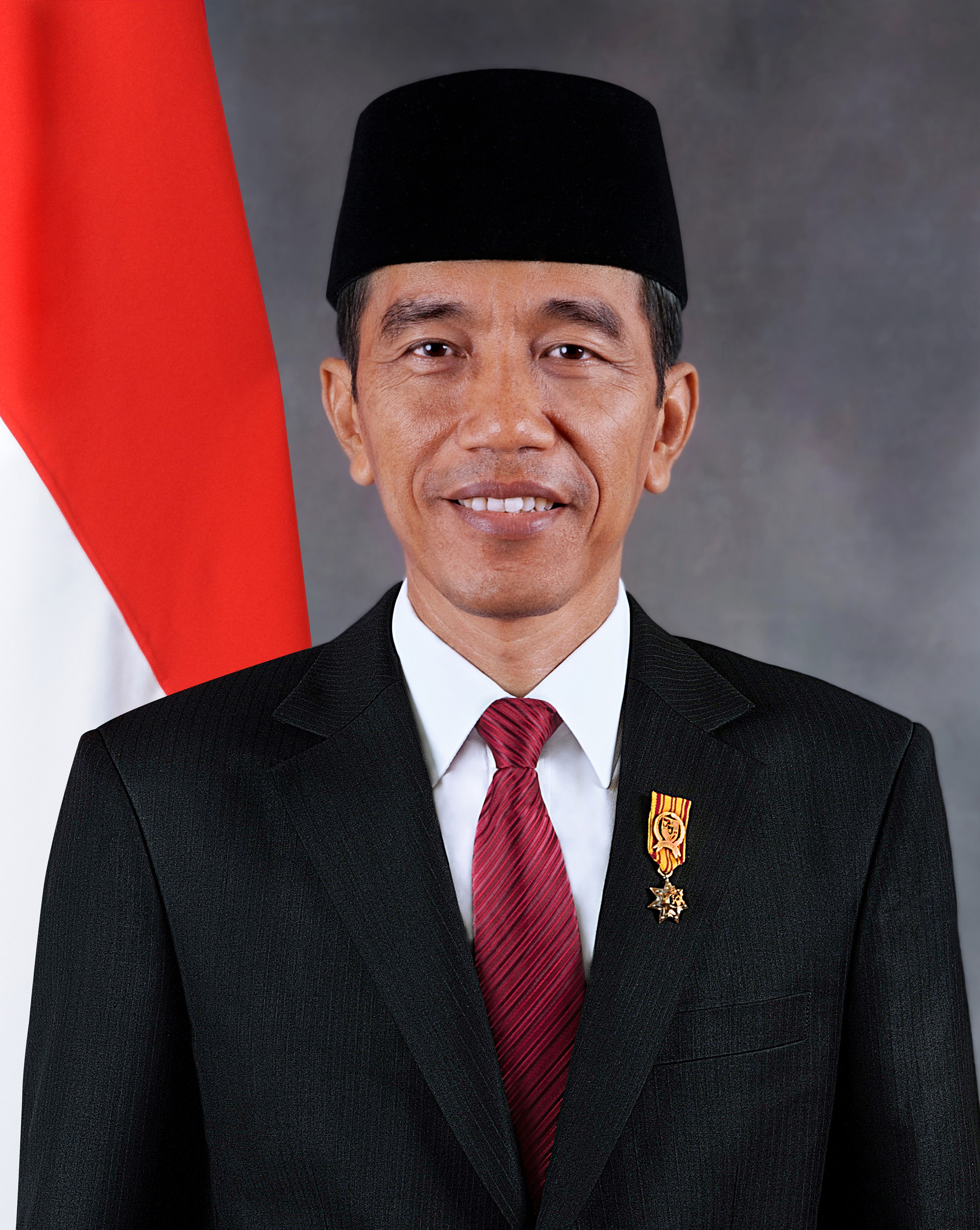
إندونيسيا جوكو ويدودو، رئيس
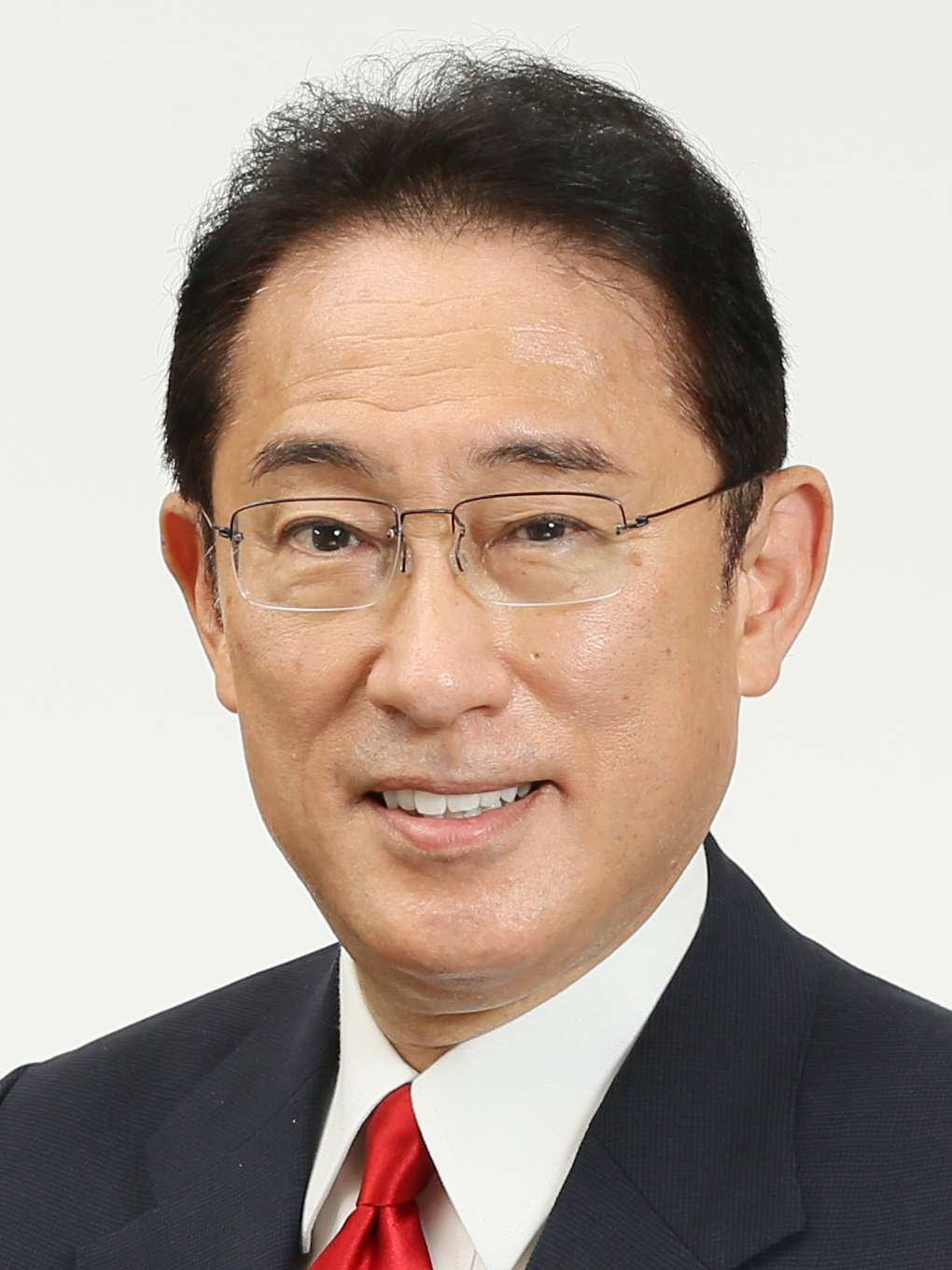
اليابان فوميو كيشيدا، رئيس وزراء
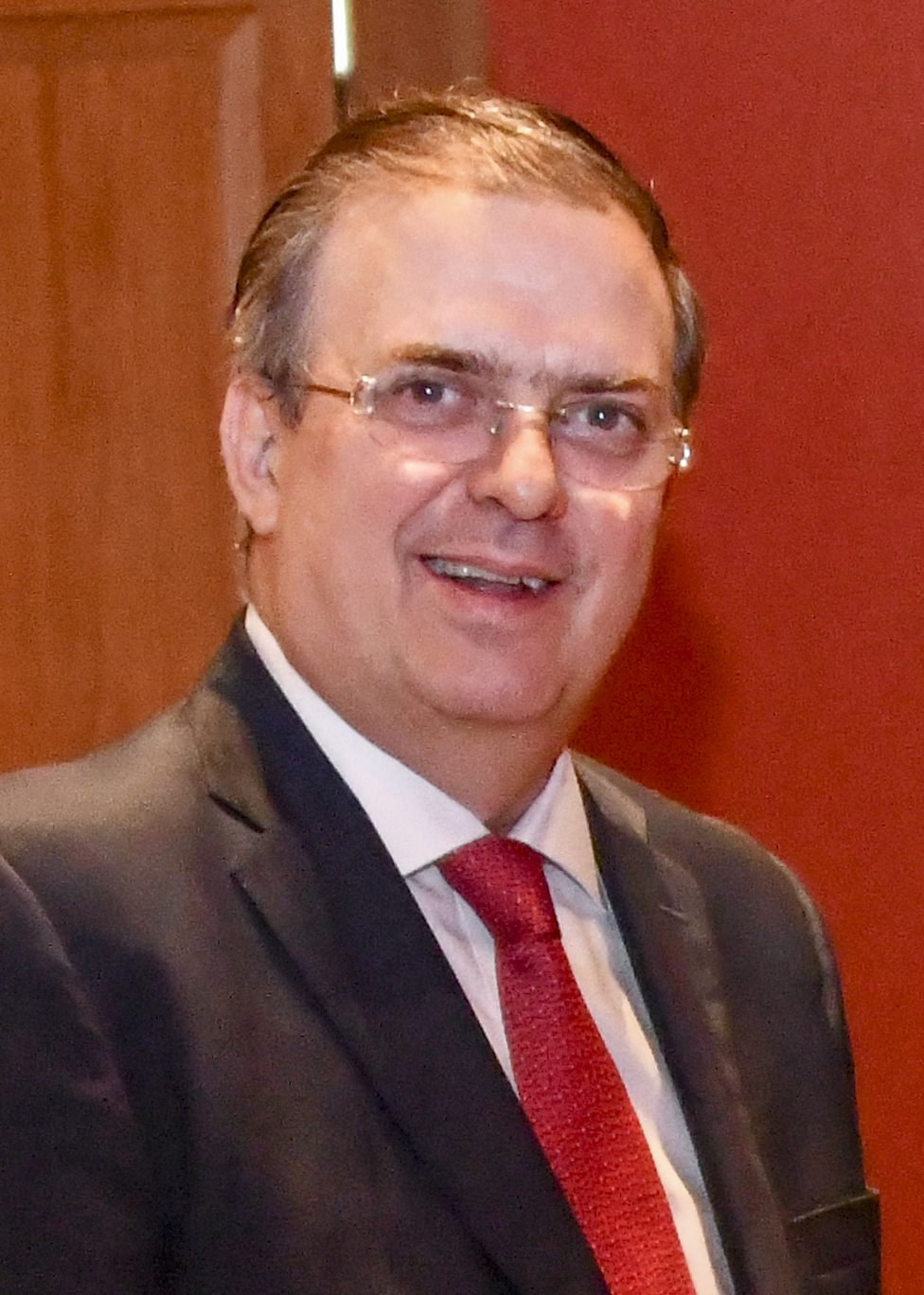
المكسيك مارسيلو إبرارد، وزير الخارجية
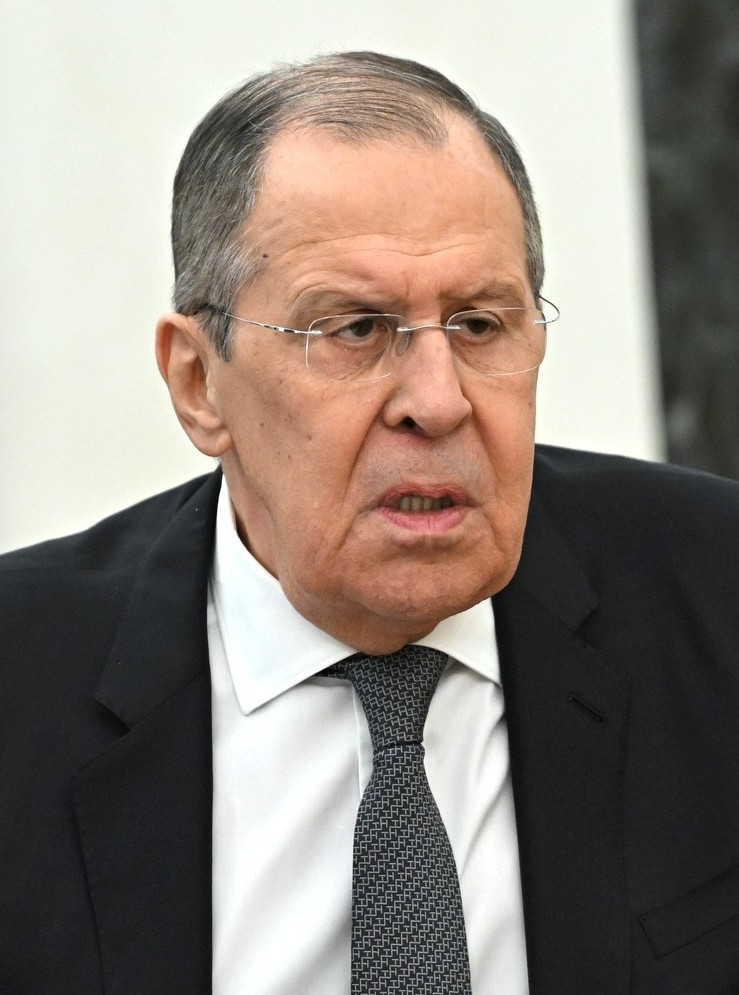
روسيا سيرجي لافروف، وزير الخارجية
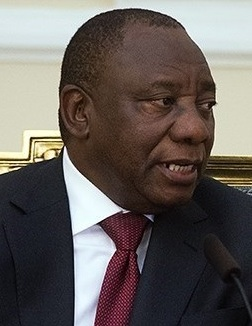
جنوب إفريقيا سيريل راموفوزا، رئيس
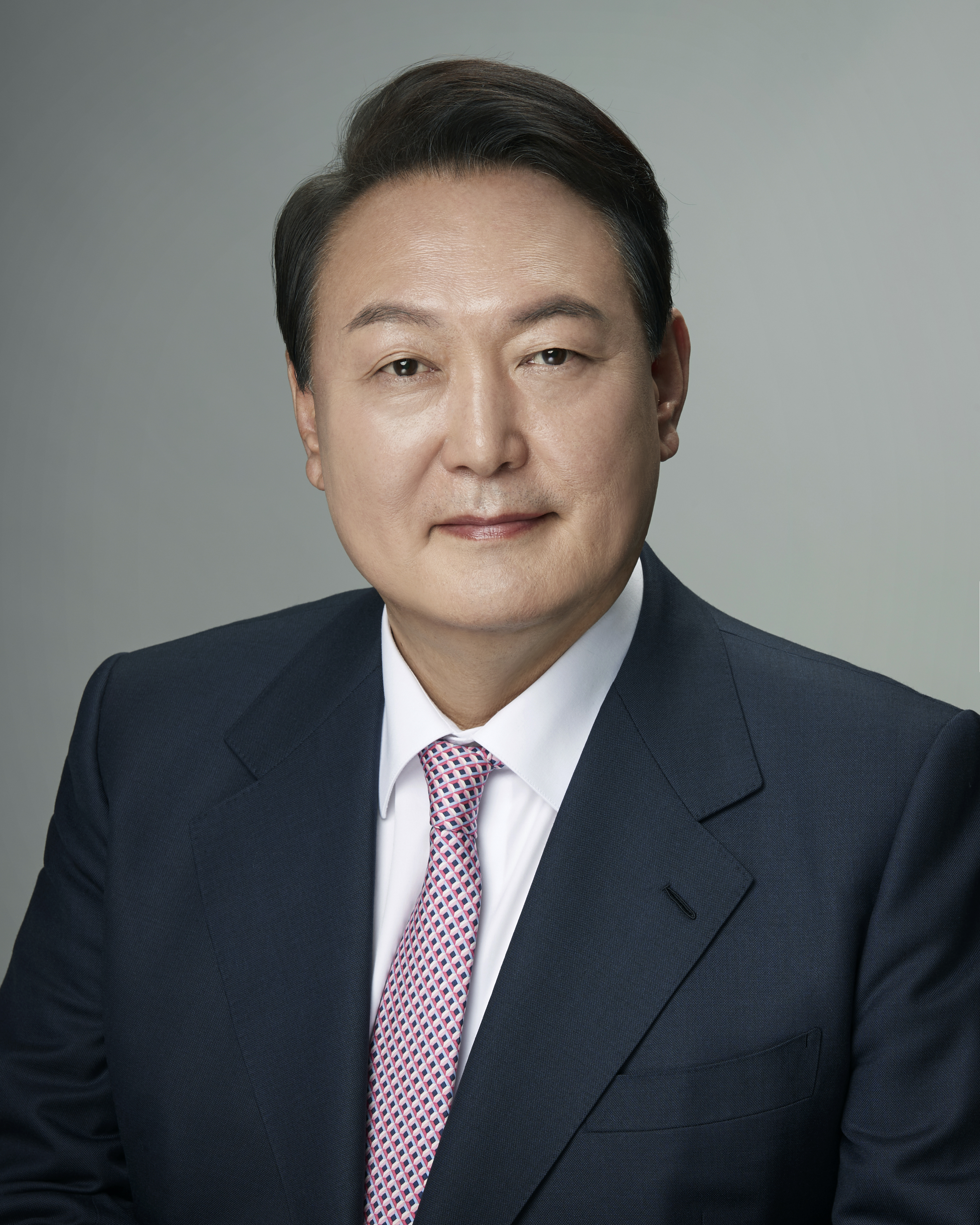
كوريا الجنوبية يون سوك يول، رئيس
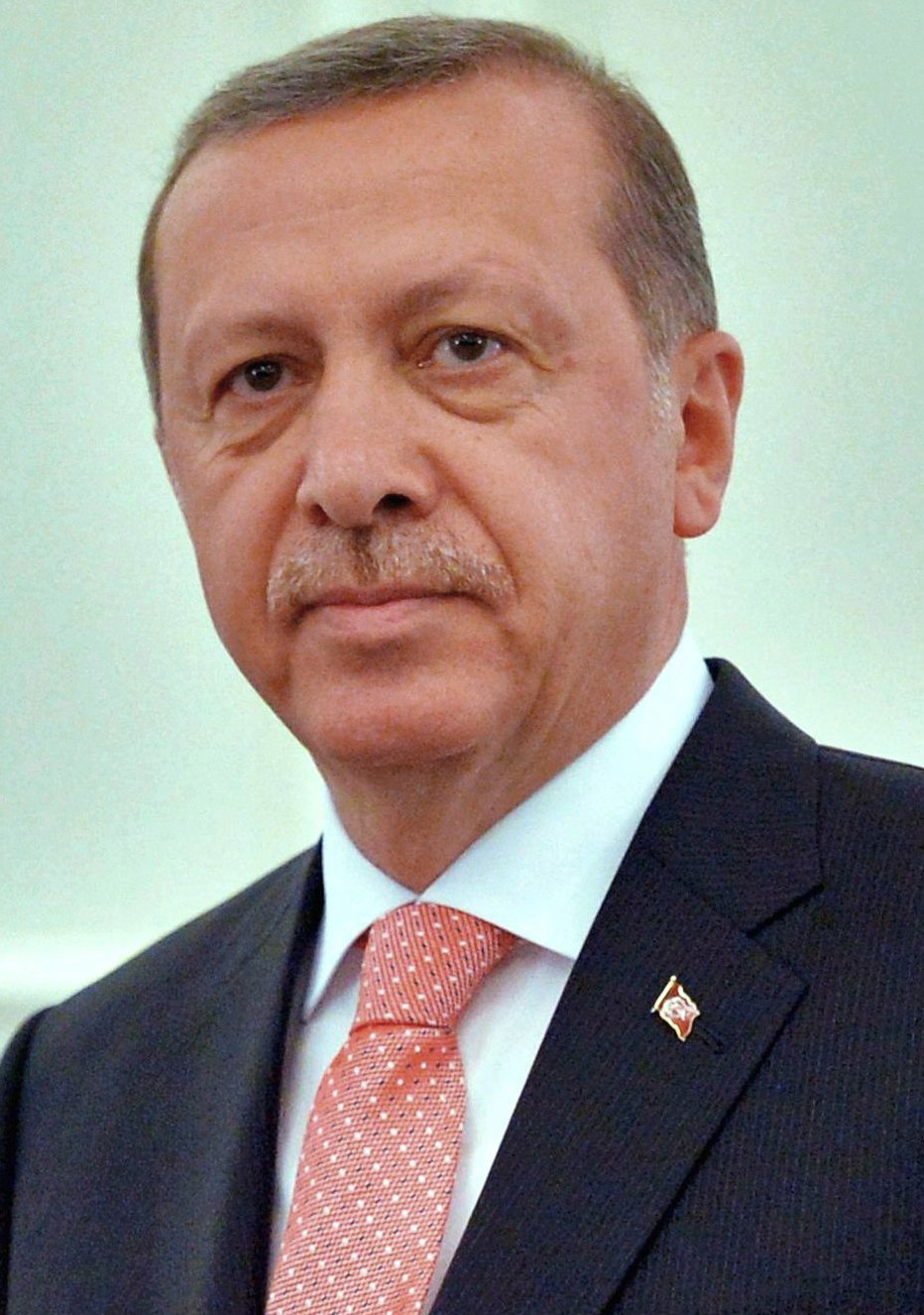
تركيا رجب طيب أردوغان، رئيس
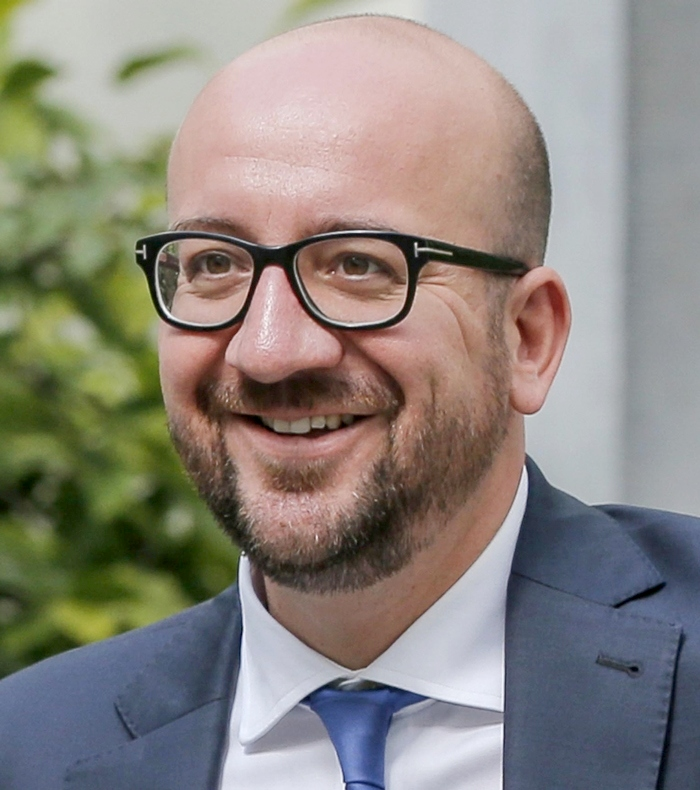
الاتحاد الأوروبي شارل ميشيل، رئيس المجلس الأوروبي
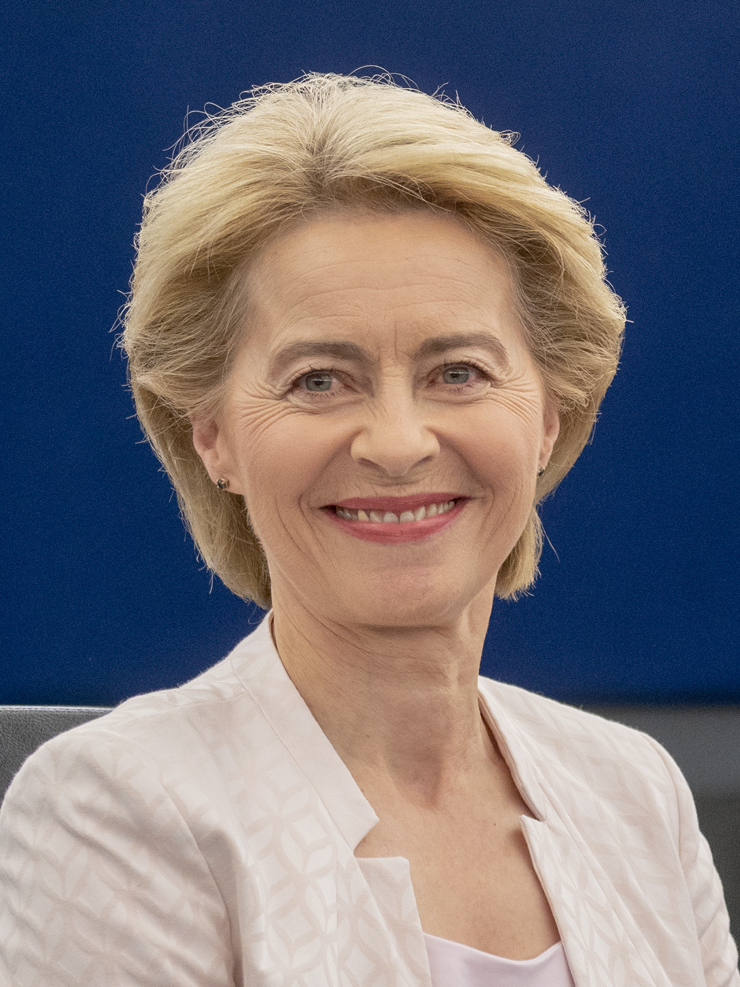
الاتحاد الأوروبي أورسولا فون دير لاين، رئيس المفوضية الأوروبية

### ضيوف مدعوون

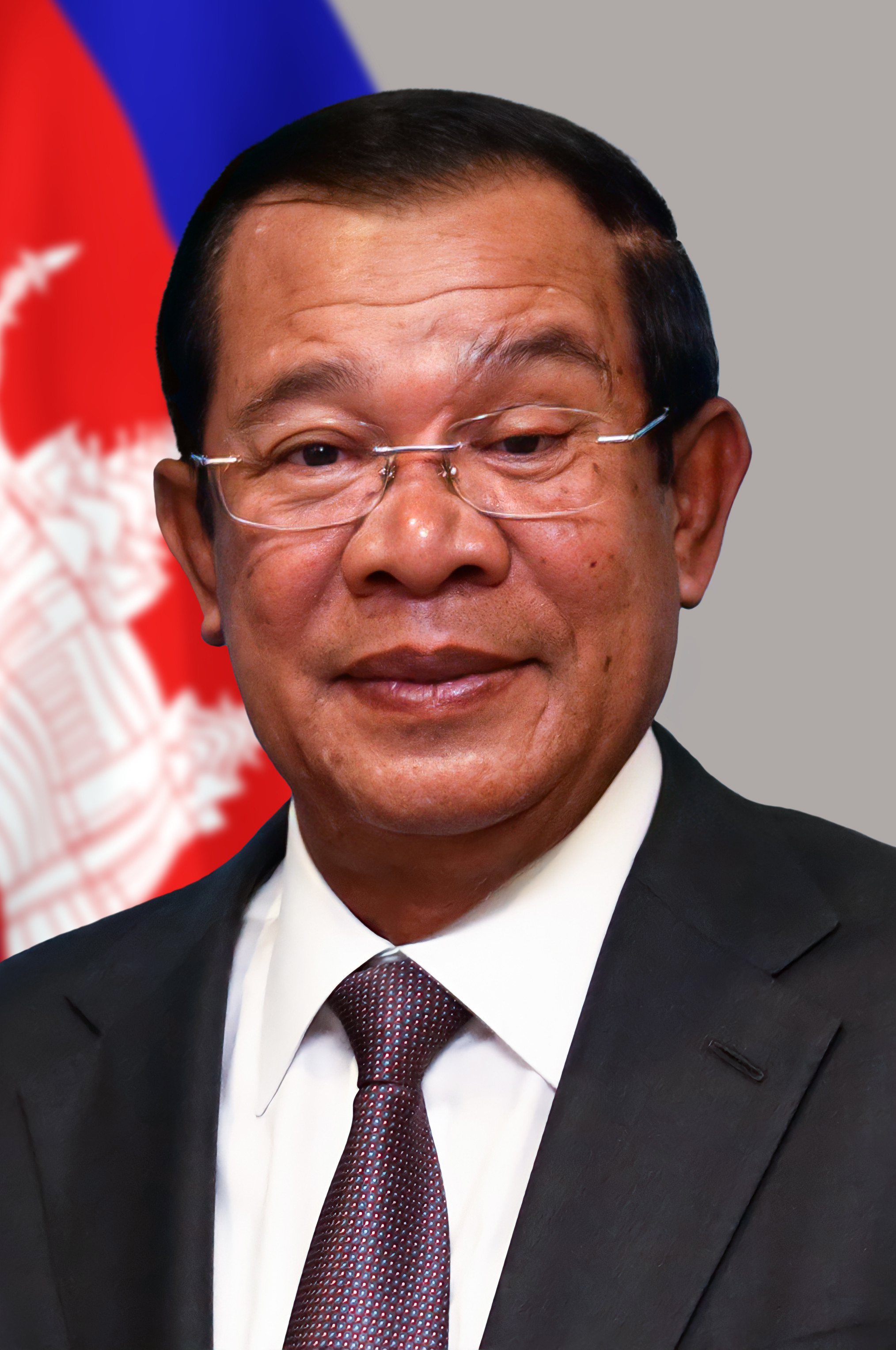
' هون سين، رئيس رابطة دول جنوب شرق آسيا لعام 2022.
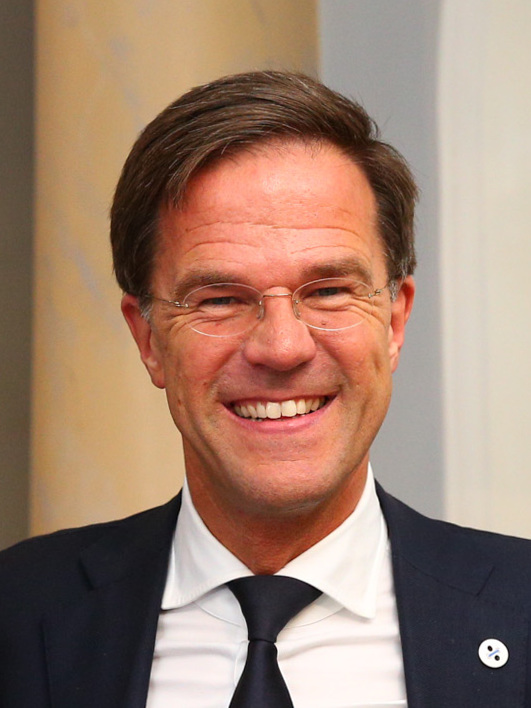
' مارك روته، رئيس وزراء
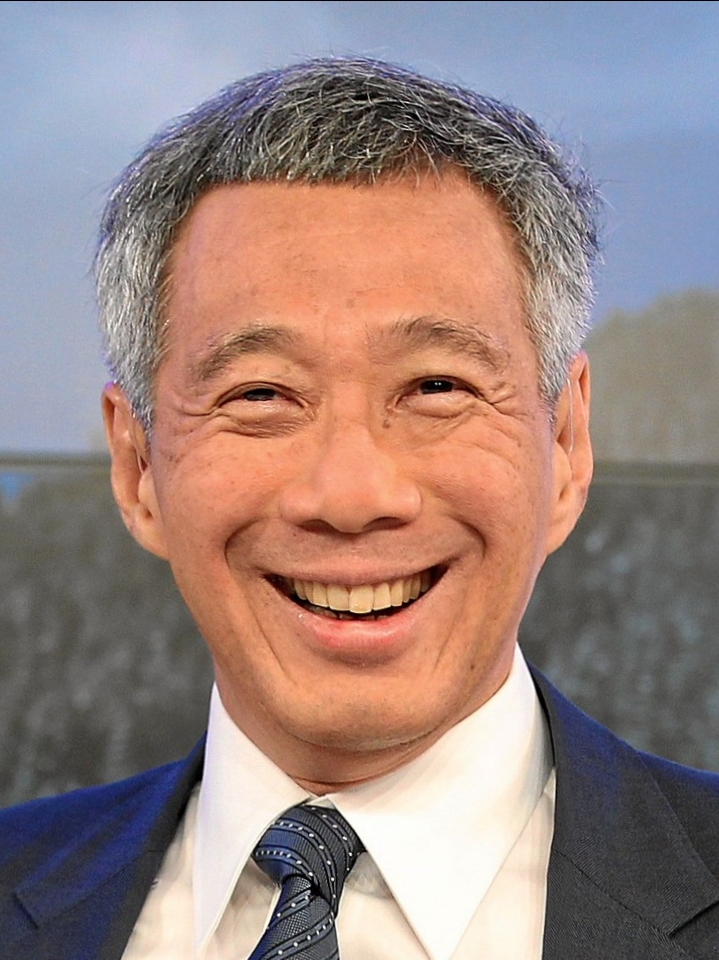
' لي هسين لونغ، رؤساء وزراء سنغافورة
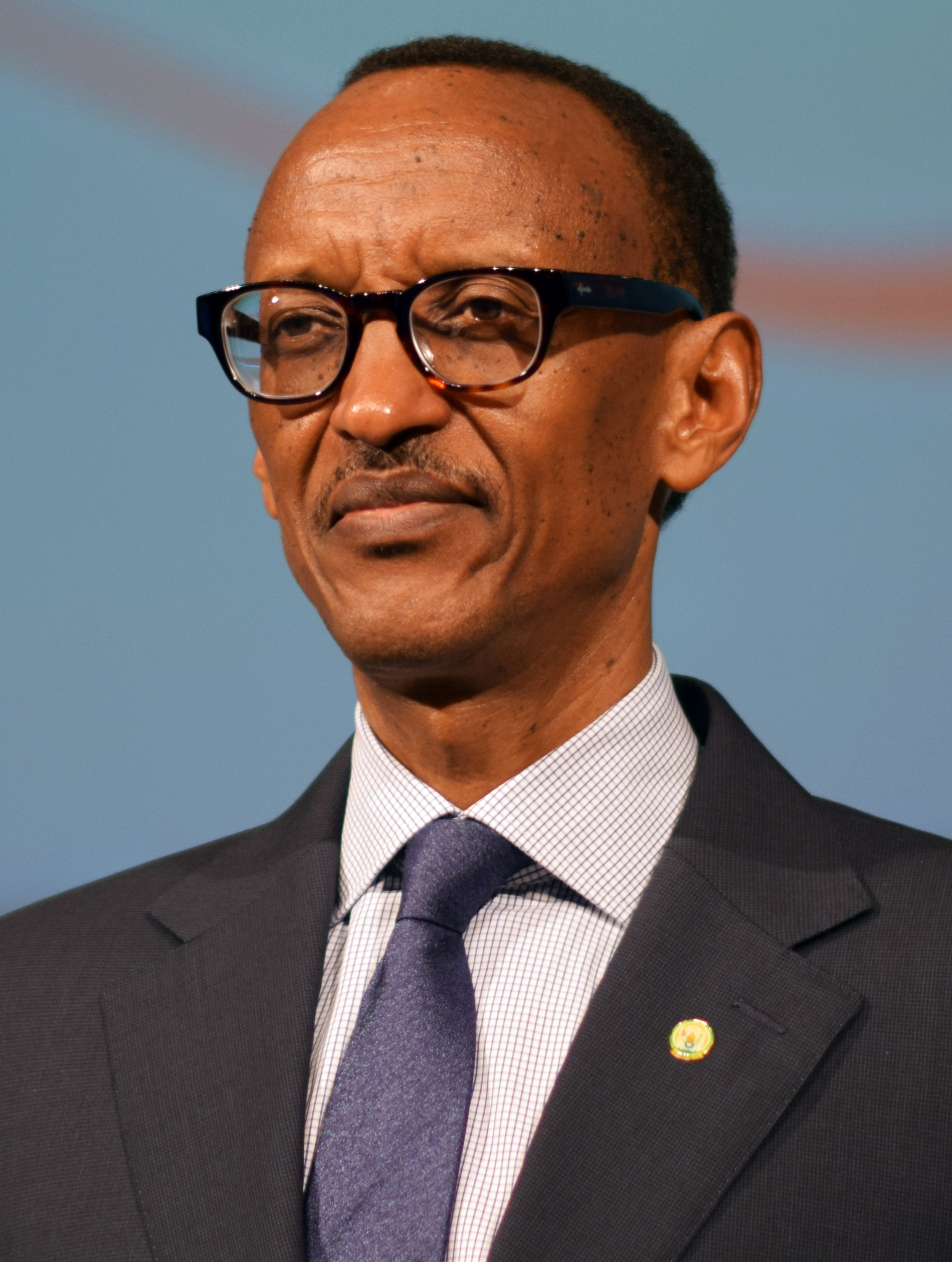
' بول كاغامه، رئيس رواندا
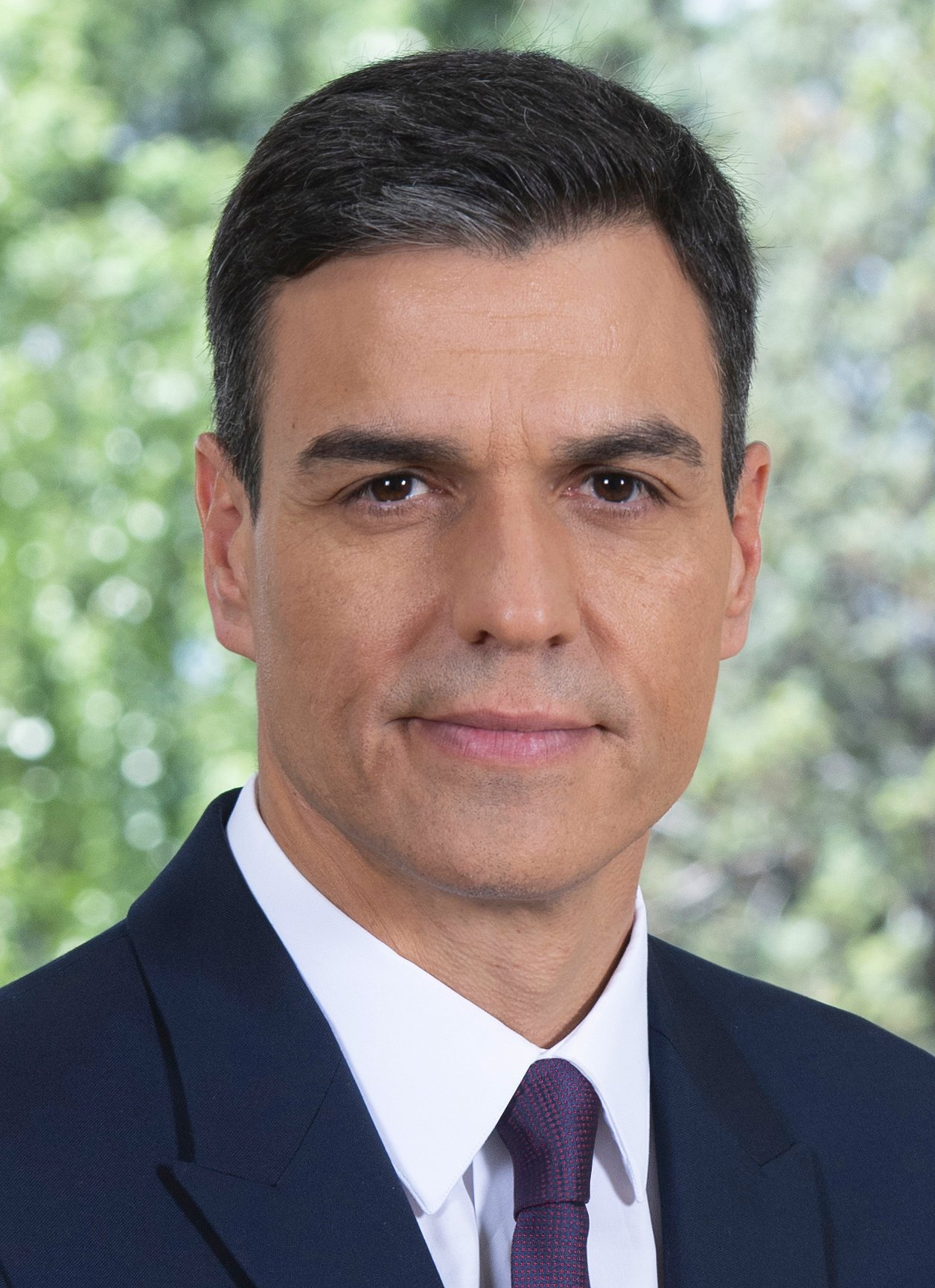
' بيدرو سانشيز، رئيس وزراء إسبانيا
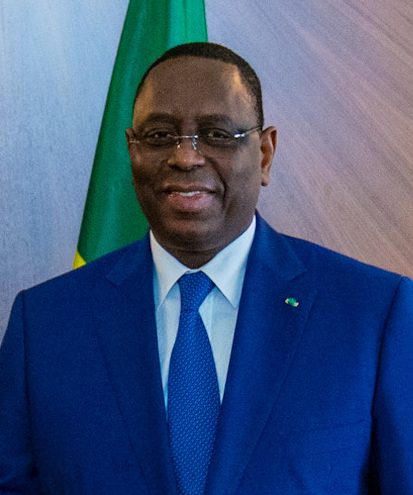
ماكي سال، رئيس الاتحاد الأفريقي لعام 2022.
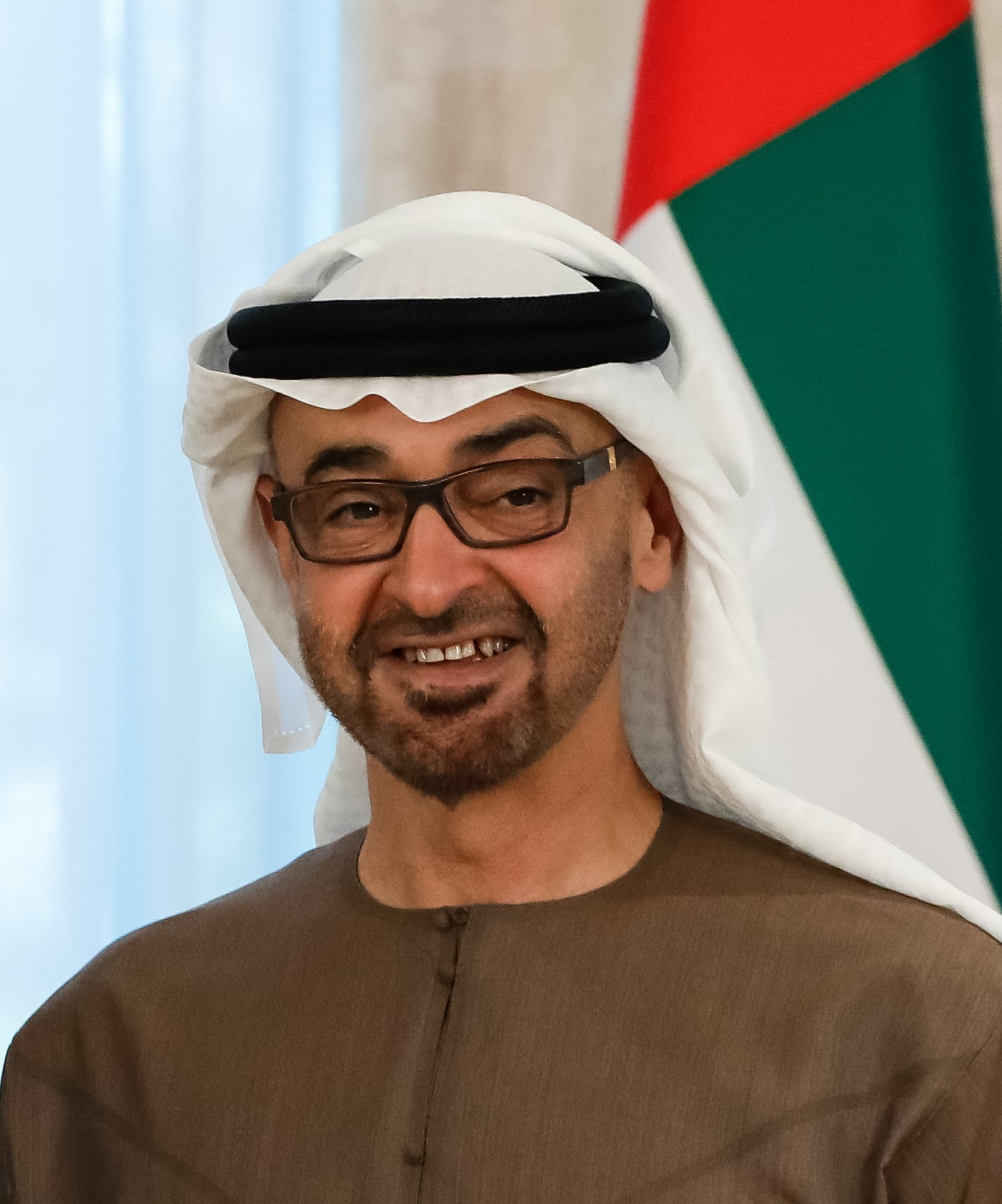
محمد بن زايد آل نهيان، رئيس، ضيف مدعو.
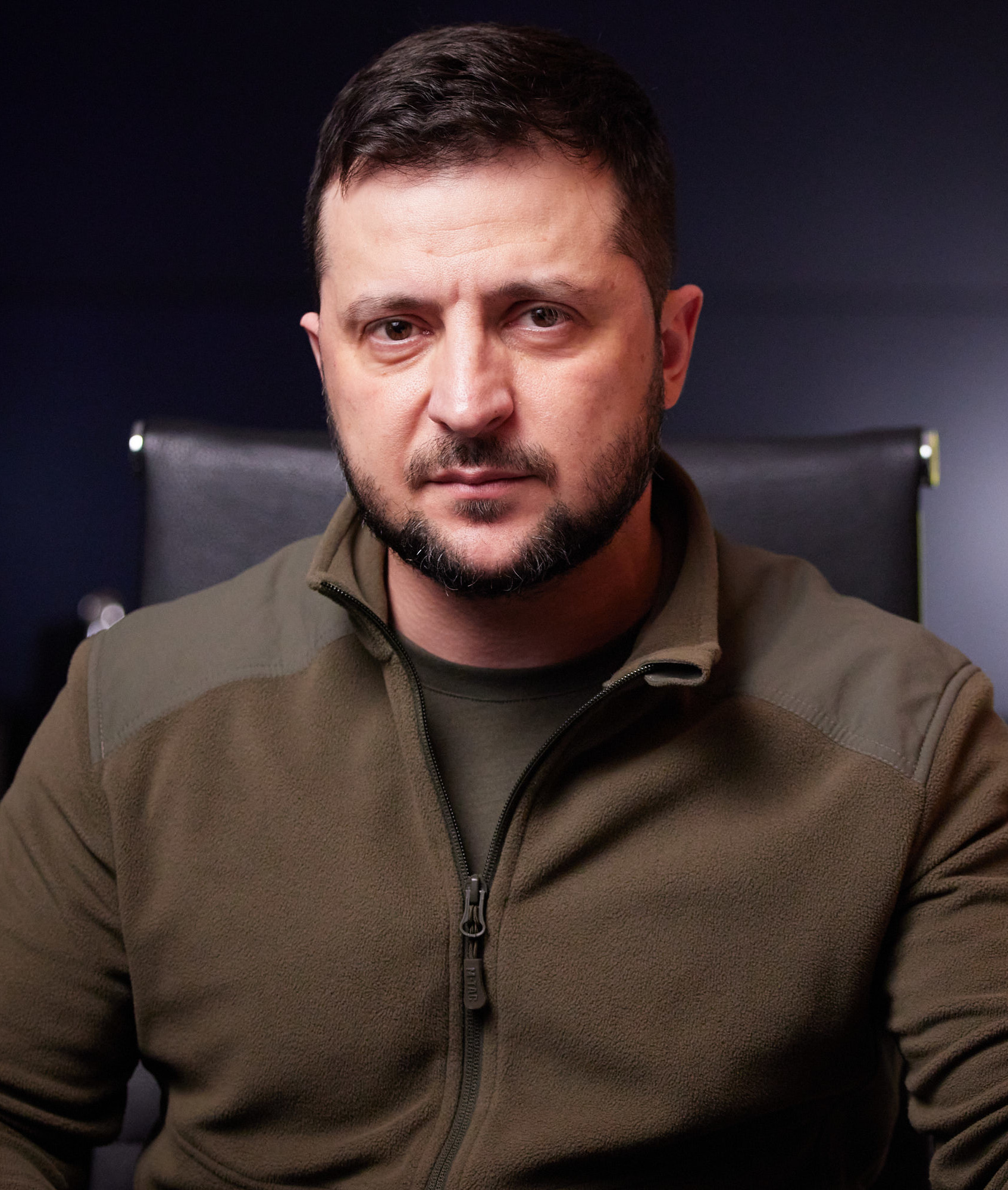
فولوديمير زيلينسكي، رئيس، ضيف مدعو.
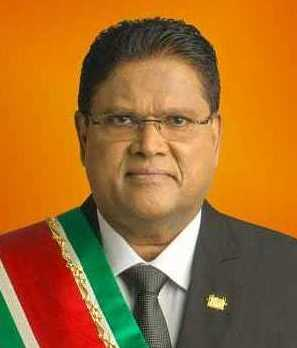
تشان سانتوخي، رئيس الجماعة الكاريبية لعام 2022.
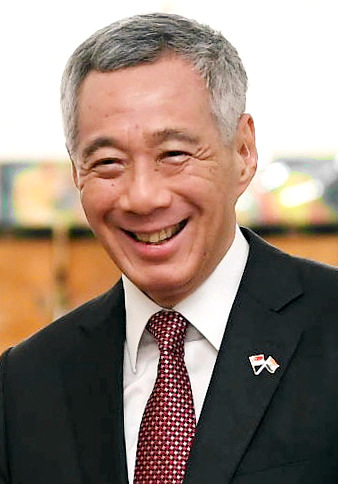
' لي هسين لونغ، رئيس وزراء.

- كمبوديا
هون سين، رئيس رابطة دول جنوب شرق آسيا لعام 2022.
- هولندا
مارك روته، رئيس وزراء
- سنغافورة
لي هسين لونغ، رؤساء وزراء سنغافورة
- رواندا
بول كاغامه، رئيس رواندا
- إسبانيا
بيدرو سانشيز، رئيس وزراء إسبانيا
- السنغال 
ماكي سال، رئيس الاتحاد الأفريقي لعام 2022.
- الإمارات العربية المتحدة 
محمد بن زايد آل نهيان، رئيس، ضيف مدعو.
- أوكرانيا 
فولوديمير زيلينسكي، رئيس، ضيف مدعو.
- سورينام 
تشان سانتوخي، رئيس الجماعة الكاريبية لعام 2022.
- سنغافورة
لي هسين لونغ، رئيس وزراء.